# Księga Sprawiedliwego
Księga Sprawiedliwego – zaginiona księga, dwukrotnie przywoływana w Biblii. 
Księga Sprawiedliwego była najprawdopodobniej zbiorem krótkich hymnów i poematów epickich. Cytuje ją Księga Jozuego (Joz 10,13) w opisie cudu zatrzymania słońca. Zaczerpnięta z niej została także pieśń żałobna Dawida dla Saula i Jonatana z 2. Księgi Samuela (2Sm 1,18).